# Küçükyenice, Gölpazarı
Küçükyenice là một xã thuộc huyện Gölpazarı, tỉnh Bilecik, Thổ Nhĩ Kỳ. Dân số thời điểm năm 2011 là 161 người.